# ۵۳۳ (قمری)
۵۳۳ (قمری)، پانصد و سی و سومین سال در گاهشماری هجری قمری است. اول محرم این سال برابر با پانزدهم سپتامبر سال ۱۱۳۸ میلادی است.